# Aigialosaurus
Aigialosaurus es un género extinto de lagarto marino, emparentado con los mosasaurios y perteneciente a la familia Aigialosauridae. Sus fósiles han sido hallados en Europa, comprendiendo dos especies, Aigialosaurus dalmaticus y Aigialosaurus bucchichi. Los aigialosáuridos estuvieron entre los más antiguos y primitivos antecesores de los mosasaurios.

## Galería

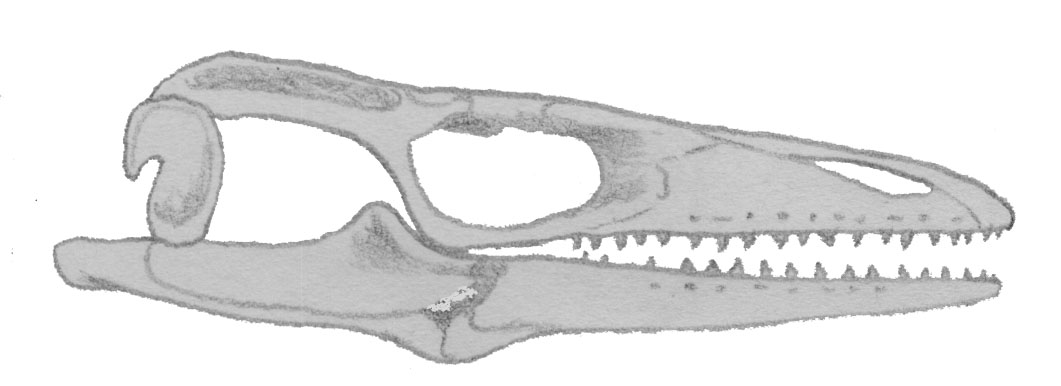
Cráneo de A. bucchichi.
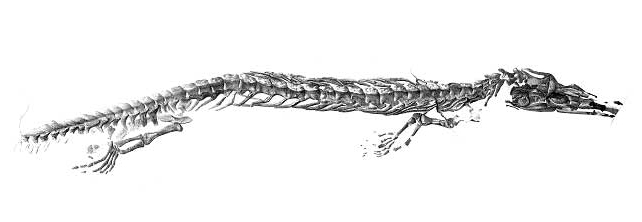
El espécimen holotipo de A. dalmaticus
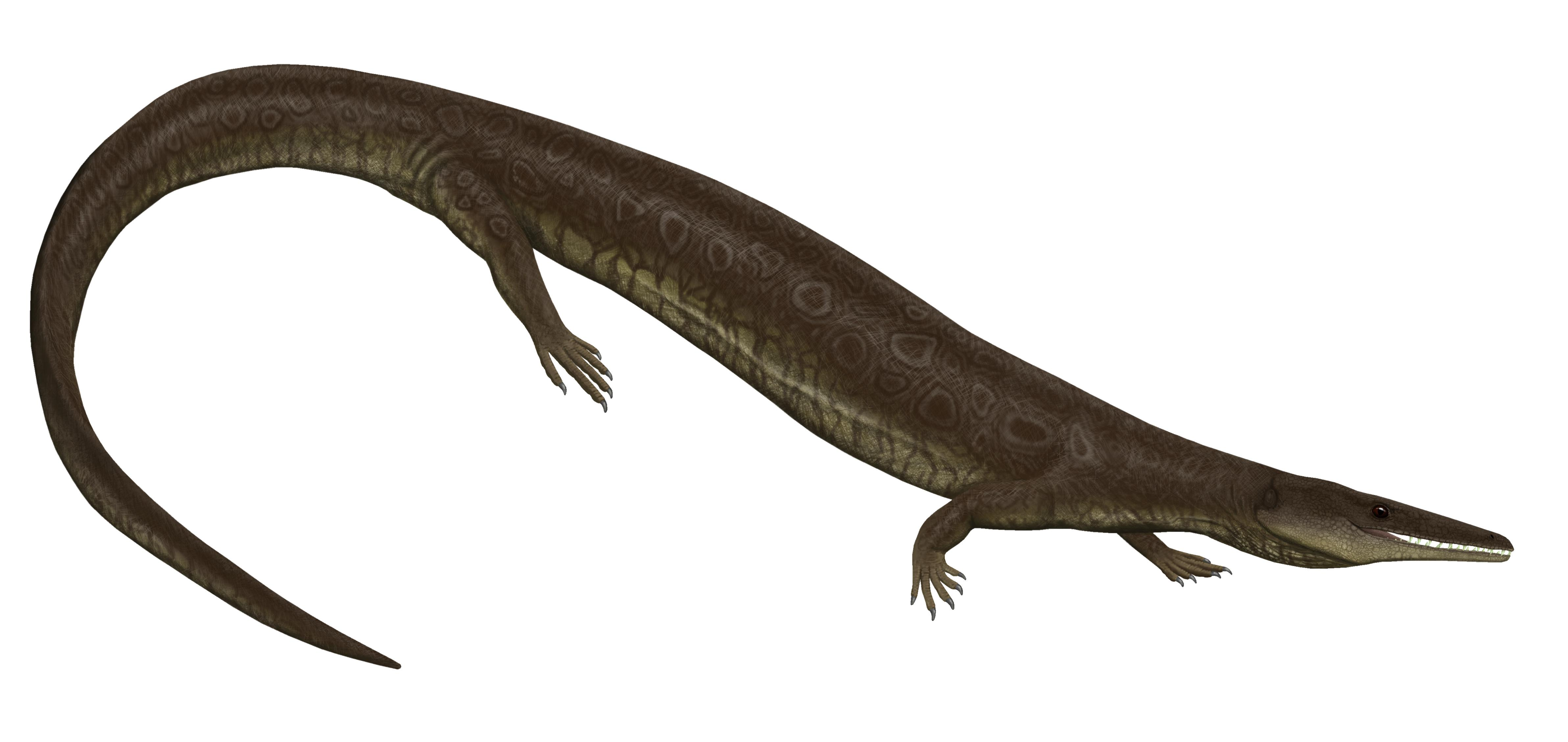
Reconstrucción de un A. dalmaticus.